# Кончита Мартинез
Инмакулада Консепсион „Кончита“ Мартинез Бернат (шп. Inmaculada Concepción "Conchita" Martínez Bernat; рођена 16. априла 1972) је бивша шпанска тенисерка, која је професионално играла тенис од 1988. до 2006. године. Победила је на Вимблдону 1994. године у финалу деветоструку шампионку тог турнира Мартину Навратилову. У каријери је освојила укупно 33 турнира појединачно и достигла друго место на ВТА листи најбољих тенисерки света, а такође је играла и финала Отвореног првенства Аустралије 1998. и Отвореног првенства Француске 2000. На Отвореном првенству Сједињених Америчких Држава њен најбољи резултат су полуфинала 1995. и 1996. године.
Кончита Мартинез је освајачица две сребрне и једне бронзане медаље на Олимпијским играма, а све је освојила у конкуренцији парова. Сребрну у Барселони 1992. и бронзану у Атланти 1996. освојила је у пару са Аранчом Санчез Викарио, а сребрну у Атини 2004. заједно са Вирхинијом Руано Паскуал. Заједно са репрезентацијом Шпаније је освојила Фед куп чак пет пута.

## Приватни живот
Кончита Мартинез рођена је пуним именом Инмакулада Консепсион Мартинез Бернат 12. априла 1972. као најмлађе дете Сесилија и Кончите Мартинез. Има два старија брата, Фернанда и Роберта. Поред шпанског, говори и енглески и немачки језик. Станује и у Сан Дијегу и у Барселони. Велики је обожавалац спортова као што су голф, фудбал, одбојка на песку и скијање. Своје повлачење из такмичења у појединачној конкуренцији објавила је 15. априла 2006. године, мада је изјавила да није искључила могућност играња у паровима у будућности.

## Награде
- 1989 — Награда ВТА за најбољу нову тенисерку године
- 1994 — Награда магазина TENNIS за тенисерку која је највише напредовала
- 2001 — Награда ИТФ за одличну игру (са Аранчом Санчез Викарио)

## Статистике у каријери

### Гренд слем појединачна финала (3)
| Исход  | Година | Турнир                        | Подлога | Противница          | Резултат      |
| Победа | 1994   | Вимблдон                      | Трава   | Мартина Навратилова | 6–4, 3–6, 6–3 |
| Пораз  | 1998   | Отворено првенство Аустралије | Тврда   | Мартина Хингис      | 3–6, 3–6      |
| Пораз  | 2000   | Ролан Гарос                   | Шљака   | Мери Пирс           | 2–6, 5–7      |

### Гренд слем финала у паровима (2)
| Исход | Година | Турнир          | Подлога | Партнерка             | Противнице                           | Резултат |
| Пораз | 1992   | Ролан Гарос     | Шљака   | Аранча Санчез Викарио | Ђиђи Фернандез Наташа Зверева        | 3–6, 2–6 |
| Пораз | 2000   | Ролан Гарос (2) | Шљака   | Јелена Докић          | Вирхинија Руано Паскуал Паола Суарез | 2–6, 1–6 |

### Олимпијске медаље у паровима (3)
| Исход  | Година | Турнир    | Подлога | Партнерка               | Противнице                       | Резултат      |
| Сребро | 1992   | Барселона | Тврда   | Аранча Санчез Викарио   | Ђиђи Фернандез Мери Џо Фернандез | 5–7, 6–2, 2–6 |
| Бронза | 1996   | Атланта   | Тврда   | Аранча Санчез Викарио   | Манон Болеграф Бренда Шулц       | 6–1, 6–3      |
| Сребро | 2004   | Атина     | Тврда   | Вирхинија Руано Паскуал | Тинг Ли Суен Тјентјен            | 3–6, 3–6      |

### ВТА титуле појединачно (33)
| Легенда           |
| Гренд слем (1)    |
| ВТА првенство (0) |
| Тијер I (9)       |
| Тијер II (7)      |
| Тијер III (5)     |
| Тијер IV и V (11) |

| #   | Датум      | Турнир         | Подлога | Противница у финалу   | Резултат      |
| --- | ---------- | -------------- | ------- | --------------------- | ------------- |
| 1.  | 08-08-88   | Софија         | Тврда   | Барбара Паулус        | 6–1, 6-2      |
| 2.  | 06-02-89   | Велингтон      | Тврда   | Џоен Фол              | 6–1, 6–2      |
| 3.  | 17-04-89   | Тампа          | Шљака   | Габријела Сабатини    | 6–3, 6–2      |
| 4.  | 11-09-89   | Феникс         | Тврда   | Елиз Бургин           | 3–6, 6–4, 6–2 |
| 5.  | 17-09-90   | Париз          | Шљака   | Патрисија Тарабини    | 7–5, 6–3      |
| 6.  | 15-10-90   | Скотсдејл      | Тврда   | Меријен Вердел        | 7–5, 6–1      |
| 7.  | 05-11-90   | Индијанаполис  | Тврда   | Леила Меки            | 6–4, 6–2      |
| 8.  | 22-04-91   | Барселона      | Шљака   | Мануела Малејева      | 6–4, 6–1      |
| 9.  | 15-07-91   | Кицбихел       | Шљака   | Јудит Вајзнер         | 6–1, 2–6, 6–3 |
| 10. | 16-09-91   | Париз          | Шљака   | Инес Горочатеги       | 6–0, 6–3      |
| 11. | 06-07-91   | Кицбихел       | Шљака   | Мануела Малејева      | 6–0, 3–6, 6–2 |
| 12. | 04-01-1993 | Бризбејн       | Тврда   | Магдалена Малејева    | 6–3, 6–4      |
| 13. | 22-03-93   | Хјустон        | Шљака   | Сабина Хак            | 6–3, 6–2      |
| 14. | 03-05-93   | Рим            | Шљака   | Габријела Сабатини    | 7–5, 6–1      |
| 15. | 26-07-93   | Вермонт        | Тврда   | Зина Гарисон          | 6–3, 6–2      |
| 16. | 08-11-93   | Филаделфија    | Тепих   | Штефи Граф            | 6–3, 6–3      |
| 17. | 28-03-94   | Чарлстон       | Шљака   | Наташа Зверева        | 6–4, 6-0      |
| 18. | 02-05-94   | Рим            | Шљака   | Мартина Навратилова   | 7–6, 6–4      |
| 19. | 20-06-94   | Вимблдон       | Трава   | Мартина Навратилова   | 6–4, 3–6, 6–3 |
| 20. | 31-07-94   | Вермонт        | Тврда   | Аранча Санчез Викарио | 4–6, 6–3, 6–4 |
| 21. | 27-03-95   | Чарлстон       | Шљака   | Магдалена Малејева    | 6–1, 6–1      |
| 22. | 03-04-95   | Амелија Ајланд | Шљака   | Габријела Сабатини    | 6–1, 6–4      |
| 23. | 01-05-96   | Хамбург        | Шљака   | Мартина Хингис        | 6–1, 6–0      |
| 24. | 08-05-95   | Рим            | Шљака   | Аранча Санчез Викарио | 6–3, 6–1      |
| 25. | 31-07-95   | Сан Дијего     | Тврда   | Лиса Рејмонд          | 6–2, 6–0      |
| 26. | 07-08-95   | Менхетн Бич    | Тврда   | Ченда Рубин           | 4–6, 6–1, 6–3 |
| 27. | 06-05-96   | Рим            | Шљака   | Мартина Хингис        | 6–2, 6–3      |
| 28. | 28-10-96   | Москва         | Тврда   | Барбала Паулус        | 6–1, 4–6, 6–4 |
| 29. | 11-05-98   | Берлин         | Шљака   | Амели Моресмо         | 6–4, 6–4      |
| 30. | 13-07-98   | Варшава        | Шљака   | Силвија Фарина Елија  | 6–0, 6–3      |
| 31. | 12-07-99   | Сопот          | Шљака   | Карина Хабсудова      | 6–1, 6–1      |
| 32. | 08-05-00   | Берлин         | Шљака   | Аманда Куцер          | 6–0, 6–3      |
| 33. | 31-01-05   | Патаја         | Тврда   | Ана-Лена Гренефелд    | 6–3, 3–6, 6–3 |